# Neosauropoda
Clade
Clades de rang inférieur
- genre † Haplocanthosaurus
- genre † ? Ultrasaurus
- genre † ? Xenoposeidon
- † Diplodocoidea
- † Macronaria

Les Neosauropoda (néosauropodes en français) forment un clade éteint de dinosaures sauropodes eusauropodes qui regroupe les Diplodocoidea et les Macronaria ainsi que quelques genres basaux comme Haplocanthosaurus. Les néosauropodes ont vécu du Jurassique supérieur jusqu'à l'extinction Crétacé-Tertiaire il y a 66 Ma (millions d'années).
Les néosauropodes regroupent la grande majorité des sauropodes. C'est dans ce clade que l'on trouve les plus grands animaux ayant vécu sur terre comme Argentinosaurus, Sauroposeidon, Diplodocus, Amphicoelias, Turiasaurus,.

## Définition
Le clade des Neosauropoda a été créé par le paléontologue argentin José Bonaparte en 1986. Il est aujourd'hui défini comme le groupe incluant Saltasaurus loricatus et Diplodocus longus, ainsi que tous les animaux descendant de leur dernier ancêtre commun.

## Classification
Le cladogramme suivant, réalisé par Sander et quinze de ses collègues en 2011, montre à la fois la position des néosauropodes au sein des sauropodes et les différents taxons qu'il regroupe dont les deux principaux les Diplodocoidea et les Macronaria :
- Sauropoda
  - Melanorosaurus
  - 
    - Antetonitrus
    - 
      - Vulcanodon 
      - 
        - Spinophorosaurus
        - Eusauropoda
          - Shunosaurus 
          - 
            - Barapasaurus
            - 
              - Patagosaurus 
              - 
                - Mamenchisauridae
                  - Omeisaurus 
                  - Mamenchisaurus

                - 
                  - Cetiosaurus
                  - 
                    - Jobaria
                    - Neosauropoda
                      - Haplocanthosaurus 
                      - Diplodocoidea
                        - Rebbachisauridae
                          - Limaysaurus
                          - Nigersaurus 

                        - 
                          - Dicraeosauridae
                            - Amargasaurus 
                            - Dicraeosaurus 

                          - Diplodocidae
                            - Apatosaurus 
                            - Brontosaurus 
                            - 
                              - Barosaurus
                              - Diplodocus 

                      - Macronaria
                        - Camarasaurus
                        - Titanosauriformes
                          - Brachiosaurus 
                          - 
                            - Phuwiangosaurus
                            - Titanosauria
                              - Malawisaurus
                              - 
                                - Rapetosaurus 
                                - 
                                  - Isisaurus
                                  - 
                                    - Opisthocoelicaudia 
                                    - Saltasaurus